# Павильон трёх граций
Павильон трёх граций — архитектурное сооружение на террасе Собственного сада императрицы Марии Фёдоровны в Павловском парке. Павильон сооружён по проекту Чарльза Камерона в 1801 году и стал последней работой этого архитектора в Павловске.

## История
Павильон стоит на подпорной стене из пудостского известняка, отделяющей собственный сад дворца от улицы Революции.
Терраса, на которой находится павильон, была любимым местом работы и отдыха императора Павла I. Отсюда открывался вид на Мариентальский пруд. В 1801 году архитектор П. Шретер по чертежам Камерона построил павильон, завершив таким образом перспективу центральной аллеи сада. Сооружение находилось в таком месте, что его хорошо можно было видеть из Общего кабинета на первом этаже Павловского дворца или из будуара парадной анфилады Марии Фёдоровны.
В 1803 году в центре павильона установили скульптурную группу «Три грации», выполненную итальянским скульптором Паоло Трискорни из цельного куска каррарского мрамора. Это произведение подарил своей матери император Александр I. Три грации выступали покровительницами прекрасного и возвышенного: Ефросина (радость), Аглая (блеск) и Талия (счастье). Скульптурная группа представлена в виде трёх стройных женских фигур, поддерживающих вазу, установленную на колонне. Скульптор Трискорни взял за основу, несколько изменив композицию, произведение итальянского скульптора Антонио Кановы, в свою очередь восходящее к античному оригиналу, как и не менее знаменитая картина Рафаэля. Появление скульптуры и дало название павильону.
На трёх гранях беломраморного пьедестала расположены аллегорические барельефы о любви и дружбе.
Во время Великой Отечественной войны Павловск находился под оккупацией нацистов. Ещё до занятия города скульптуру удалось укрыть в земле. 24 января 1944 года Павловск был освобождён Красной Армией. С первых же дней началось восстановление парка. Скульптуру откопали, ориентируясь по топографическим планам.
В середине 1950-х годов павильон был отреставрирован.

## Архитектура
Павильон представляет собой 16-колонный портик ионического ордера. В тимпанах фронтонов находятся горельефы с фигурами Аполлона с лирой, окружённого атрибутами искусств, и Минервы с эмблемами силы и славы (лепщик Д. Маклоуд по рисунку Камерона, скульптор И. П. Прокофьев). Плафон украшен розетками из листьев аканта, исполненных в высоком рельефе.